# GST (Gesto Saúde & Tecnologia)
A GST – Gesto Saúde & Tecnologia  – é uma empresa brasileira que desenvolve soluções para auxiliar grandes companhias a gerenciar a saúde de seus funcionários ao mesmo tempo em que obtém reduções de custo para otimizar a gestão do uso dos planos de saúde e do Fator Acidentário de Prevenção (FAP), melhorando a qualidade de vida dos profissionais.
A GST conta com clientes como Hospital Oswaldo Cruz, HP, Suzano e Whirpool, além de mais 80 companhias.

## História
A GST nasceu em 2002 como uma startup incubada pelo Centro de Inovação, Empreendedorismo e Tecnologia (Cietec) , através de uma parceria entre dois sócios-fundadores: o médico dr. Bento de Toledo Rodovalho e a engenheira Fabiana Salles.
Bento de Toledo é médico ginecologista e obstetra formado pela Faculdade de Medicina da Santa Casa de São Paulo, com pós-graduação em medicina do trabalho pela Santa Casa e MBA em Gestão da Saúde na USP. É responsável por toda a área médica da GST, auxiliando as empresas a implementação de projetos e na gestão de saúde dos funcionários.
Fabiana Salles é formada pela FEI, e é responsável pelas áreas de tecnologia, administração e comercial da GST, participando mais ativamente do contato com clientes.
Em 2013, a GST recebeu a primeira rodada de investimentos do DGF Inova, para aprimorar suas soluções e reforçar sua estrutura.

## Gesto Inteligente (GI)
Gesto Inteligente é um software de business intelligence.  É o principal produto da GST, permitindo que empresas possam gerenciar o benefício médico e suas ações em saúde com pouco esforço e investimento, por meio de uma ferramenta para gestão integrada de planos de saúde, atestados médicos, afastamentos, riscos ocupacionais e programas de promoção de saúde.